# Andrzej Kalina
Andrzej Kalina (ur. 31 maja 1952 w Lidzbarku) – polski grafik i rysownik. 

## Życiorys
Brat Jerzego. Studiował w Akademii Sztuk Pięknych w Warszawie, dyplom uzyskał w Pracowni Grafiki Warsztatowej prof. Andrzeja Rudzińskiego w 1980. Uprawia grafikę, rysunek i sztukę akcji. Każda jego wystawa jest przemyślana i zaaranżowana inaczej, stanowi rodzaj samodzielnego dzieła sztuki. W swych pracach graficznych wychodzi poza tradycyjne narzędzia i materiały. Od 1976 związany z działalnością Grupy Warsztat (Andrzej Dworakowski, Marek Jaromski). W latach 1979–2006 brał udział w 447 wystawach zbiorowych w kraju i za granicą. 
Wystawy zbiorowe polskiej grafiki: Niemcy, Włochy, Finlandia, Japonia, Węgry, USA, Belgia, Luksemburg, Rosja, Holandia, Francja, Szwajcaria, RPA, Szwecja, Korea.
Wystawy indywidualne: Warszawa (dziewięciokrotnie), Podkowa Leśna, Bydgoszcz, Puławy, Łódź, Elbląg, Jelenia Góra, Radom, Poznań, Nowy Jork, Sapporo, Praga, Białystok, Gdańsk, Opole, Toruń, Częstochowa, Legionowo, Przasnysz. 
Wielokrotnie nagradzany i wyróżniany za swoje prace. Jako jeden z 13 grafików polskich umieszczony został w słowniku grafików świata wydanym przez Japończyków w 1990. W 2004 otrzymał statuetkę Przasnyskiego Koryfeusza. W 2020 odznaczony Złotym Medalem „Zasłużony Kulturze Gloria Artis”.
Prace Andrzeja Kaliny znajdują się w zbiorach muzeów i galerii: w Szczecinie, Gdańsku, Wałbrzychu, Katowicach, Włocławku, Warszawie (Galeria Studio, Muzeum Archidiecezjalne, Muzeum Niepodległości, Zachęta Narodowa Galeria Sztuki), Krakowie (Muzeum Archidiecezjalne), Radomiu (Muzeum Sztuki Współczesnej, Centrum Sztuki Współczesnej Elektrownia), Toruniu (Galeria Sztuki Współczesnej Wozownia), Łodzi (Miejska Galeria Sztuki), Anglii (Londyn – The British Museum), we Włoszech (Katania – instituto per la Cultura e L’Arte), USA (Nowy Jork – Muzeum Sztuki Nowoczesnej), Niemczech (Muzeum we Frankfurcie).